# Goltoft
Goltoft – część gminy (Ortsteil) Brodersby-Goltoft w Niemczech w kraju związkowym Szlezwik-Holsztyn, w powiecie Schleswig-Flensburg, w związku gmin Südangeln. Do 28 lutego 2018 samodzielna gmina.